# Lubrański-Akademie

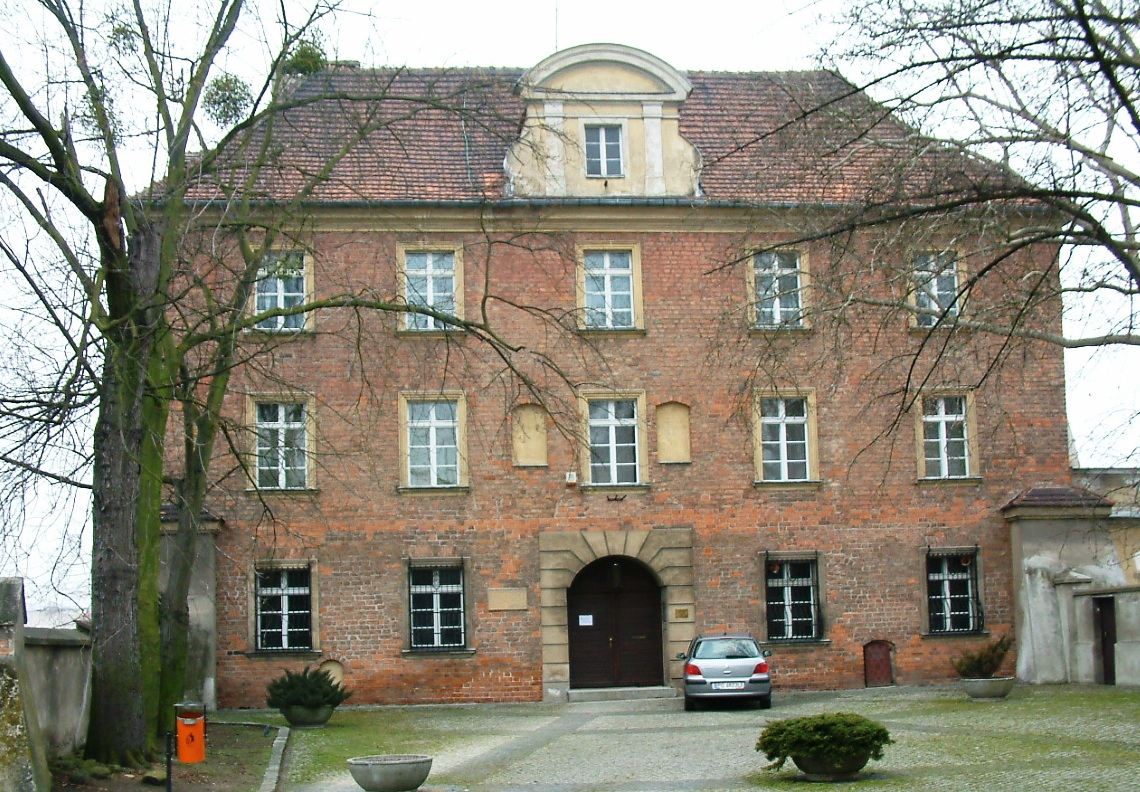
Das Akademiegebäude

Die Lubrański-Akademie (polnisch: Akademia Lubrańskiego, lateinisch: Collegium Lubranscianum) war eine Bildungseinrichtung in Poznań (Posen) in Polen von 1519 bis 1780.

## Geschichte

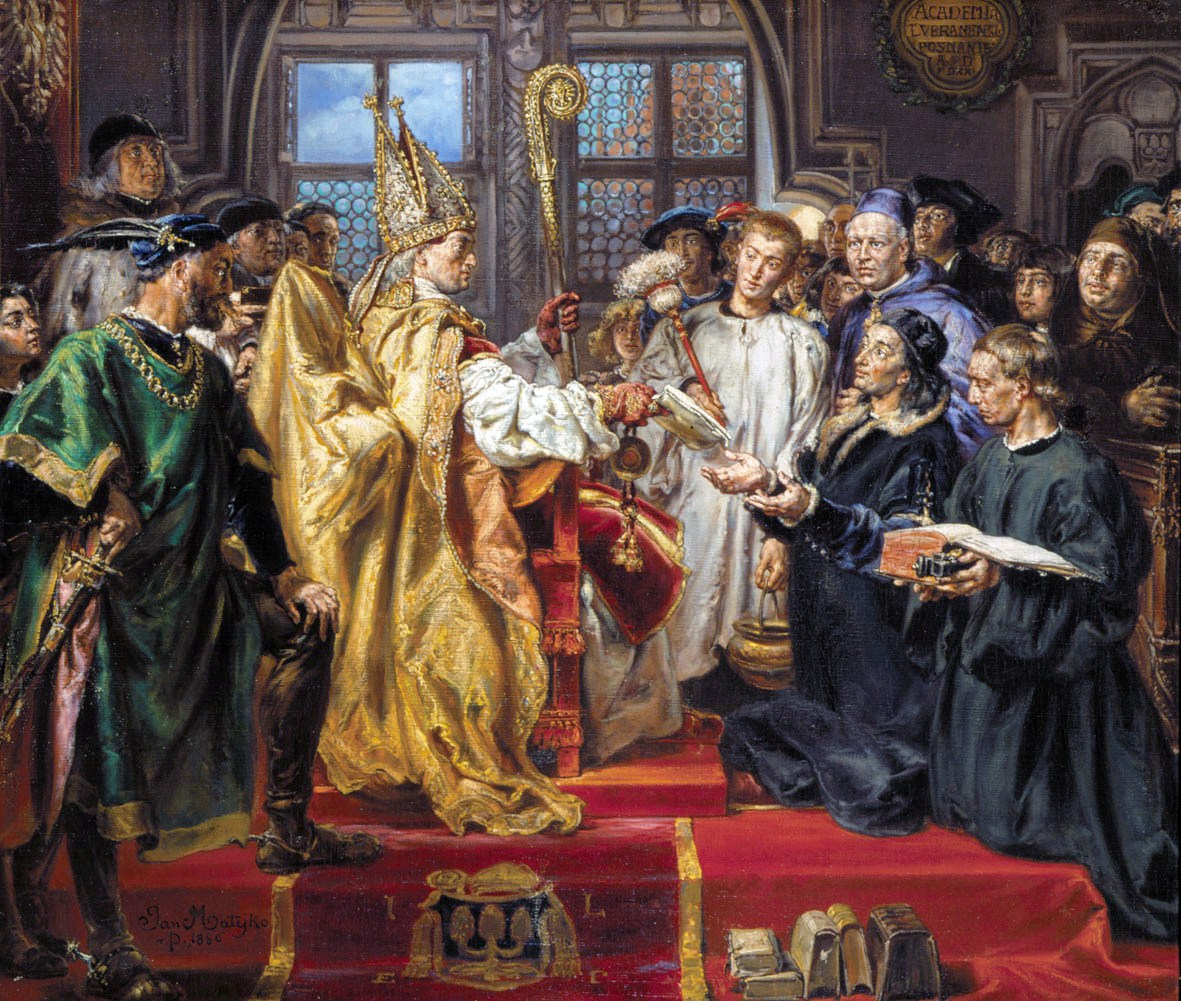
Historiengemälde Gründung der Lubrański Akademie in Poznań von Jan Matejko von 1886

Der engagierte Bischof Jan Lubrański gründete 1518 in Posen die erste humanistische Akademie in Polen. Ihm gelang es, Professoren der Universität Kraków als Lehrkräfte zu gewinnen. Ihre Blütezeit erlebte die Akademie in den ersten Jahrzehnten ihres Bestehens.
Ab 1562 gewannen gegenreformatorische Ideen einen stärkeren Einfluss. Nach der Gründung des Jesuitenkollegiums in der Stadt 1570 wurde sie bald geschlossen.
1616 wurde die Akademie neu gegründet und war seit 1619 eine Kolonie der Universität Kraków. (Weitere Kolonien gab es unter anderem in Lwów, Chełmno und Kraków.)
1780 wurde sie mit der Großpolnischen Schule zusammengelegt, die 1773 aus dem Jesuitenkollegium hervorgegangen war. Diese neue  Woiwodschaftsschule (Wojewódzka Szkoła Wydziałowa) wurde 1793 nach der Zweiten Teilung Polens geschlossen.

## Strukturen
Die Akademie sollte die Schüler auf den Besuch einer Universität vorbereiten. (Sie war selbst keine Universität und konnte keine akademischen Grade verleihen, hatte aber ein höherwertiges Fächerangebot als ein Gymnasium.) Eine Ordnung der Akademie wurde in den 1520er Jahren durch Christoph Hegendorf zusammengestellt.
Es gab eine theologische und eine humanistische Abteilung.
In der humanistischen wurden Philosophie, Jurisprudenz, Rhetorik, Arithmetik, und Logik unterrichtet. Die Professoren kamen meist aus der Universität Krakau.
Nachdem die Akademie 1619 eine Kolonie der Universität geworden war, lag die Leitung vollständig bei Professoren der Universität. Die Fächerzusammenstellung blieb die gleiche.

## Gebäude
Das Gebäude der Akademie wurde zwischen 1518 und 1530 auf der Dominsel (ostrów tumski) gebaut.
Nach der Schließung des Lehrbetriebs 1780 wurde dort die Dombibliothek untergebracht, seit 1784 wurde sie auch .durch das Priesterseminar genutzt.
In den Jahren 1924/25 gab es umfangreiche Umbauarbeiten. 1926 zog das Diözesanarchiv ein. 1974/75 und 2007 gab es intensive Renovierungsmaßnahmen. Seitdem sind dort Diözesanmuseum und Archiv des Erzbistums Poznań untergebracht.

## Persönlichkeiten
Rektoren und Direktoren
- Jan von Stobnica, erster Rektor
- Tomasz Bedermann (Thomas Bedermann), zweiter Rektor
- Jan Krosner, 1616–1620, erster Direktor nach der Wiedereröffnung

Professoren
- Christoph Hegendorf, um 1520, Griechisch
- Krzysztof Jan Cyboni, Rhetorik, Poetik und Grammatik 1678–1680

 Studenten
- Józef Struś (1510–1568/69), Arzt, Wissenschaftler, Bürgermeister von Posen
- Klemens Janicki (1516–1543), Dichter
- Łukasz Opaliński, adliger Dichter und Schriftsteller
- Jan Śniadecki, Astronom

## Bibliographie
- Michał  Nowicki: Działalność oświatowa i naukowa Akademii Lubrańskiego w XVII i XVIII wieku. Poznań 2011 Diss., mit  Professorenverzeichnis S. 330ff. PDF, Kurzinformation polnisch, englisch
- M. Nowicki, Stan badań nad dziejami Akademii Lubrańskiego, Biuletyn Historii Wychowania 24 (2008), pp. 107–120

- Jan Labrański i jego deło. In: Kronika miasta Poznania. 2/1999. PDF, 35 MB, mit mehreren Beiträgen zur Geschichte der Lubrański-Akademie
- K. Mazurkiewicz, Początki Akademji Lubrańskiego w Poznaniu (1519 – 1535). Przyczynek do dziejów rozwoju nauk humanistycznych w Polsce, Poznań 1921